# Dysdera borealicaucasica
Dysdera borealicaucasica là một loài nhện trong họ Dysderidae.
Loài này thuộc chi Dysdera. Dysdera borealicaucasica được miêu tả năm 1991 bởi Dunin.